# 출력 장치
출력 장치(output device)는 정보나 데이터를 사람이 인지할 수 있는 형태로 또는 역사적으로 다른 비컴퓨터화된 장비와 함께 사용하기 위해 물리적으로 기계가 읽을 수 있는 형태로 변환하는 컴퓨터 하드웨어의 한 부분이다. 텍스트, 그래픽, 촉각, 오디오 또는 비디오가 될 수 있다. 예시로는 모니터, 프린터 및 사운드 카드가 있다.
산업 환경에서 출력 장치는 특히 테이프나 카드가 나중에 완전한 컴퓨터화가 아닌 전기 로봇이 장착된 산업용 직기과 같은 산업 장비를 제어하는 데 사용될 때, 종이 테이프 및 천공 카드용 "프린터"도 포함한다.

## 시각적 출력

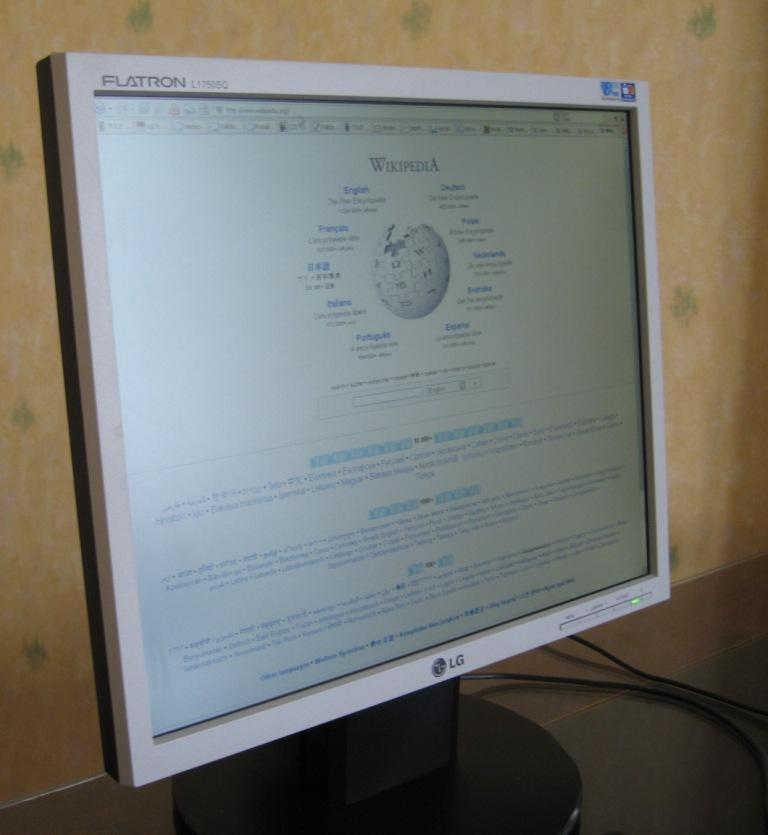
모니터 사용 중

디스플레이 장치는 컴퓨터 화면에 시각적으로 출력을 제공하는 가장 일반적인 형태의 출력 장치이다. 출력은 화면에 일시적으로 나타나며 쉽게 변경하거나 지울 수 있다.
올인원 PC, 노트북 컴퓨터, 휴대용 PC 및 기타 장치에서는 디스플레이 장치에 디스플레이 화면이라는 용어가 사용된다. 디스플레이 장치는 가정용 엔터테인먼트 시스템, 모바일 시스템, 카메라 및 비디오 게임 시스템에서도 사용된다.
디스플레이 장치는 원하는 구성의 픽셀을 비추어 이미지를 형성한다. 래스터 디스플레이 장치는 행과 열이 있는 2차원 매트릭스 형태로 구성된다. 이는 초당 여러 번, 일반적으로 소비자 장치에서 60, 75, 120 또는 144Hz로 수행된다.

### 인터페이스

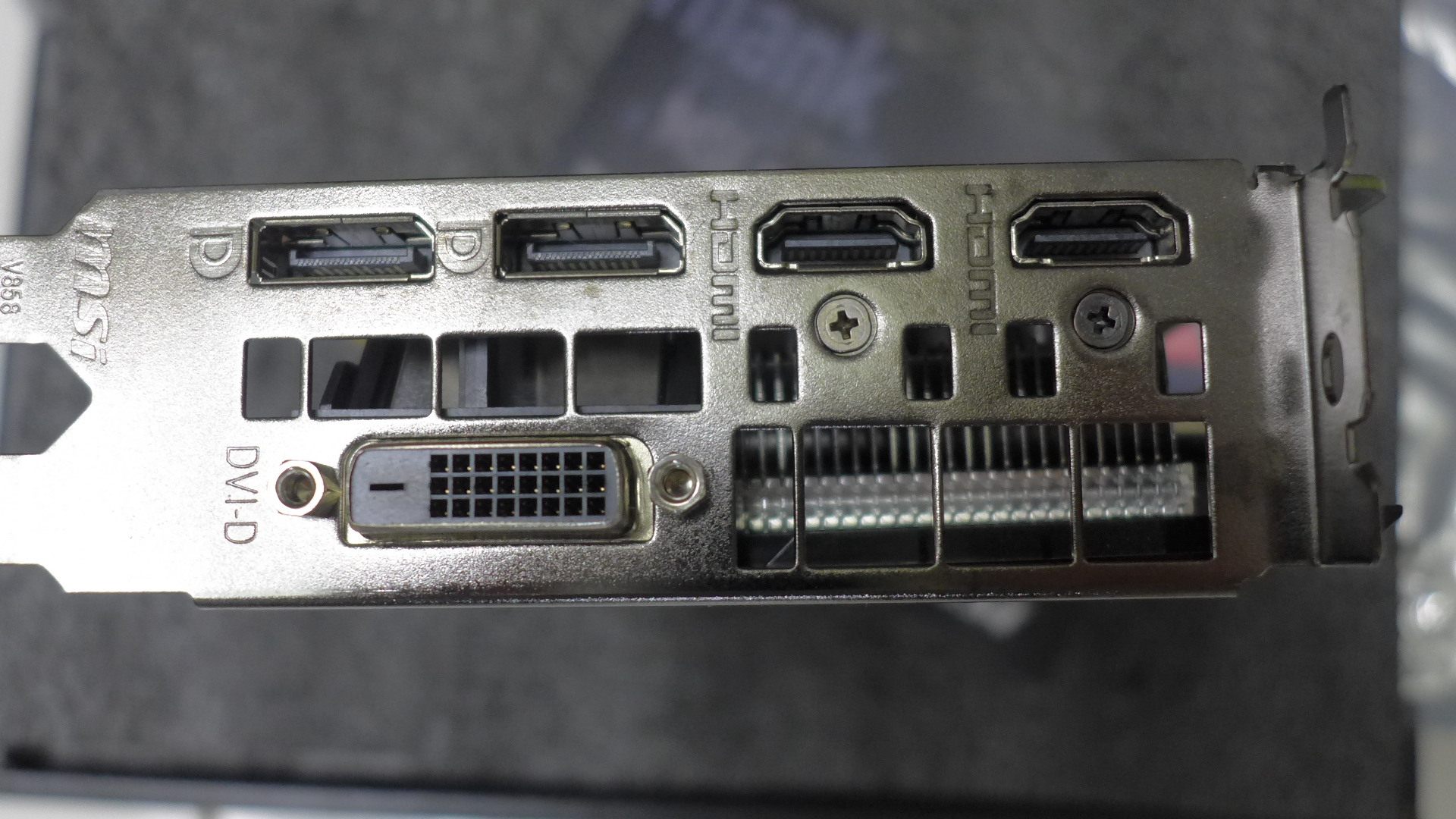
그래픽 카드의 후면에 있는 출력 인터페이스

컴퓨터의 CPU와 디스플레이 간의 인터페이스는 GPU이다. 이 프로세서는 프레임버퍼에 이미지를 형성하는 데 사용된다. 이미지가 디스플레이로 전송될 때, GPU는 비디오 디스플레이 컨트롤러를 통해 이미지를 전송하여 비디오 신호를 생성하고, 이 신호는 디스플레이 인터페이스인 HDMI, VGA 또는 DVI로 전송된다.
GPU는 분리형과 통합형으로 나눌 수 있으며, 전자는 외부 장치이고 후자는 CPU 다이 내에 포함되어 있다. 분리형 그래픽 카드는 거의 항상 PCI 익스프레스 버스를 통해 호스트에 연결되며, 구형 그래픽 카드는 AGP 또는 PCI를 사용했을 수 있다. 일부 모바일 컴퓨터는 선더볼트 (PCIe를 통해)를 통한 외부 그래픽 카드를 지원한다.

### 폼 팩터

#### 모니터
모니터는 일반적으로 데스크톱 컴퓨터와 함께 사용되거나 랩톱의 외부 디스플레이로 사용되는 독립형 디스플레이이다. 모니터는 HDMI, DisplayPort, VGA 등과 같은 디스플레이 케이블을 사용하여 호스트에 연결된다.
구형 모니터는 CRT 기술을 사용하는 반면, 현대 모니터는 일반적으로 평판 디스플레이이며 TFT-LCD, LED, OLED 등 다양한 기술을 사용한다.

#### 내부 디스플레이
거의 모든 모바일 장치는 내부 디스플레이를 포함한다. 이러한 내부 디스플레이는 LVDS 또는 eDP와 같은 내부 디스플레이 인터페이스를 통해 컴퓨터에 연결된다. 이러한 디스플레이의 가장 큰 장점은 휴대성이다.

#### 단말기

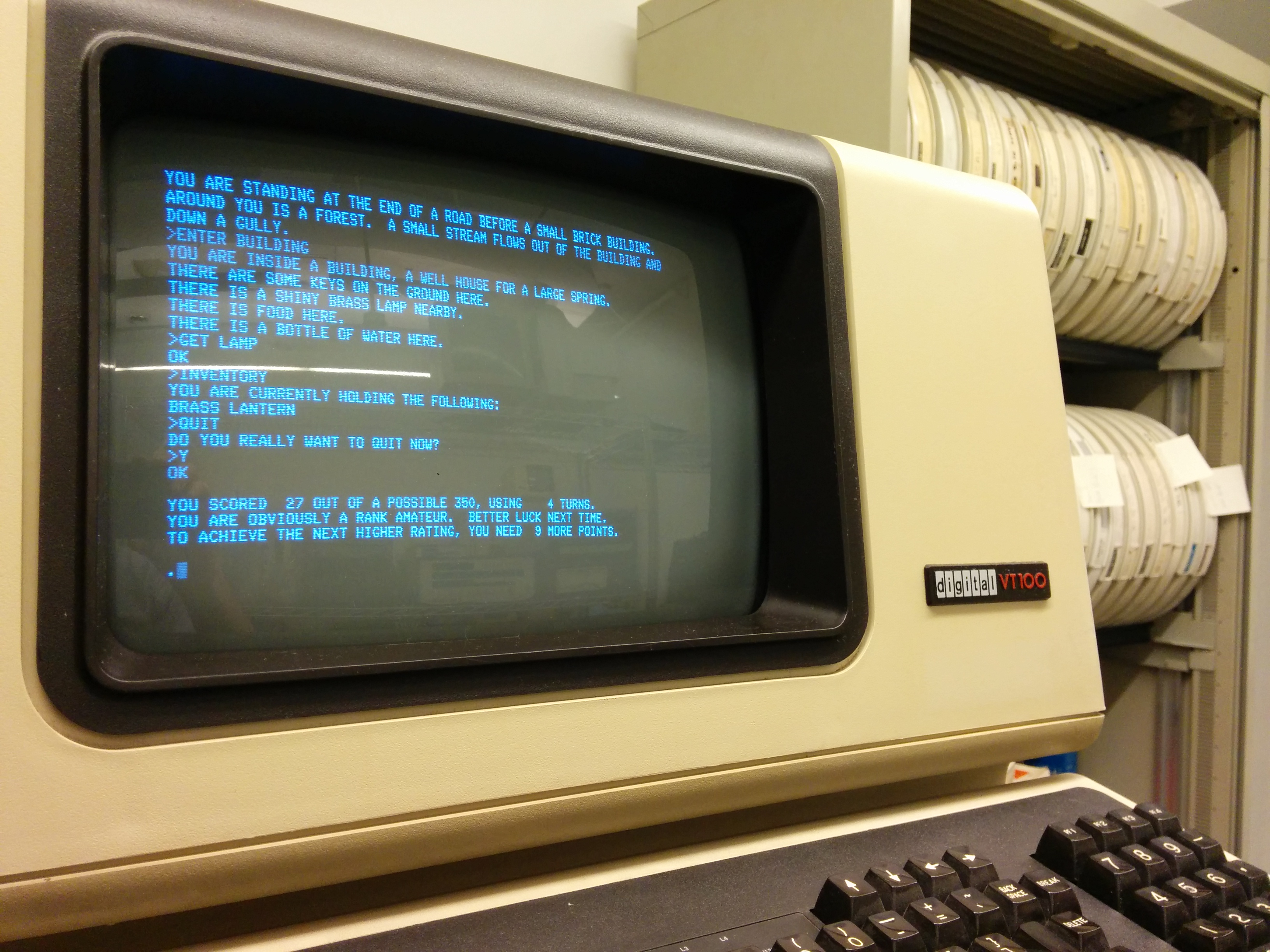
콜로설 케이브 어드벤처가 VT100 단말기에서 실행 중

현대적인 픽셀 지향 디스플레이가 개발되기 전에는 VDU라고 알려진 문자 지향 디스플레이 장치와 컴퓨터 키보드로 구성된 컴퓨터 단말기가 사용되었다.
이러한 단말기는 종종 흑백이었고 텍스트만 표시할 수 있었다. 아스키 아트와 박스 드로잉 문자를 사용하여 기본적인 그래픽을 표시할 수 있었다. 전신타자기는 이러한 장치의 전신이었다.

#### 프로젝터

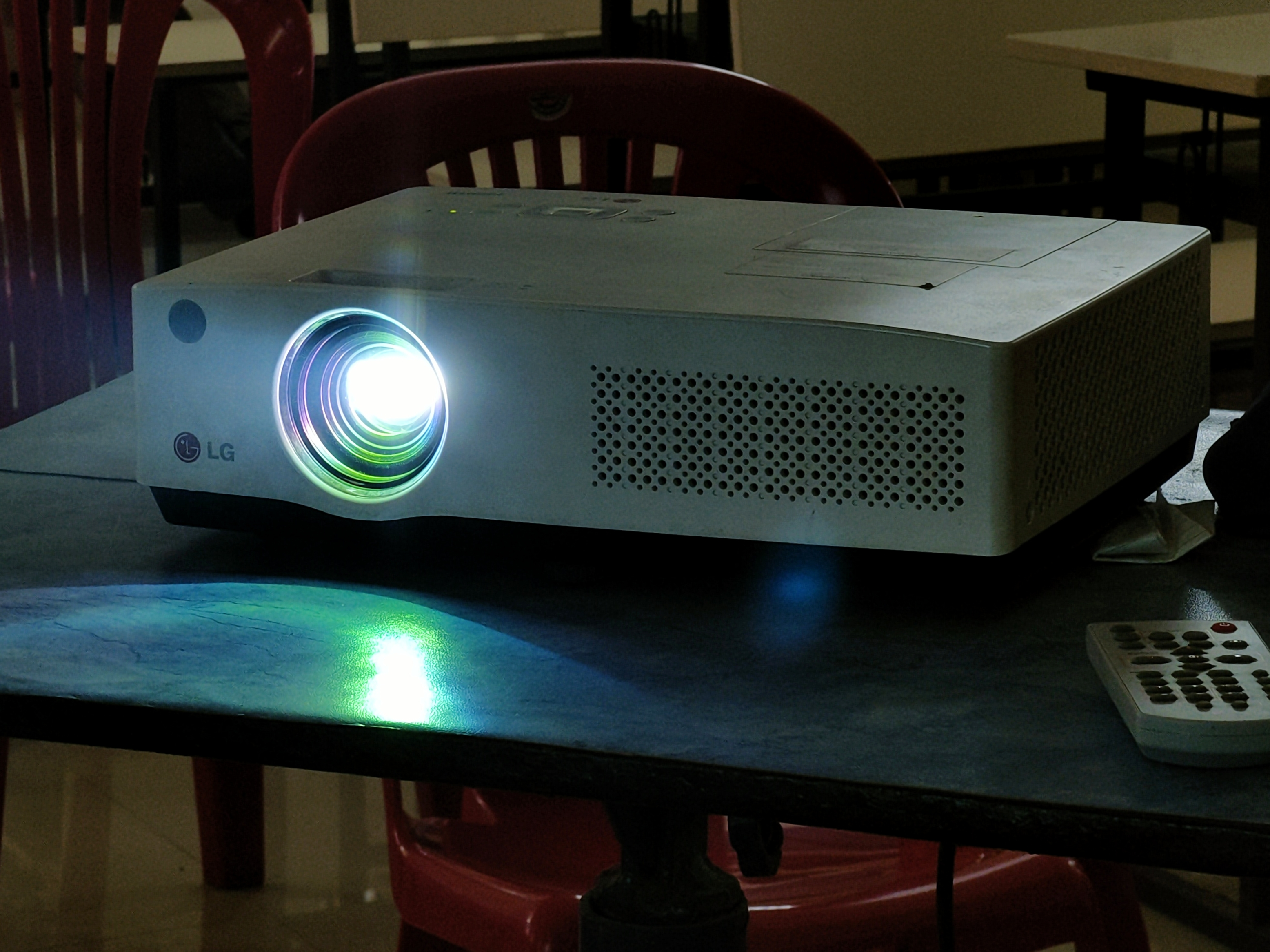
LED 프로젝터

프로젝터는 고출력 램프를 사용하여 컴퓨터 이미지를 표면에 투사하는 디스플레이이다. 이러한 디스플레이는 슬라이드 쇼 프레젠테이션이나 영화 상영에 사용된다.

### 기술
디스플레이 기술은 작동 원리, 조명(또는 그 부족), 픽셀 레이아웃 등을 기반으로 분류할 수 있다.
브라운관 (CRT)CRT 화면은 전자 튜브를 사용하여 이미지를 생성하는데, 이 튜브는 인광 코팅된 화면에 전자를 발사하여 픽셀을 밝혀 이미지를 표시한다.
액정 디스플레이 (LCD)LCD는 액정을 사용하여 이미지를 형성하는 디스플레이 기술이다.
박막 트랜지스터 (TFT)TFT는 LCD와 함께 사용되는 얇은 트랜지스터 층을 의미한다.
LED 백라이트 LCD백라이트로 LED를 사용하는 LCD 디스플레이이다. LED 기반 백라이트 사용 이전에 냉음극 형광 (CCFL) 튜브가 사용되었다. LED 디스플레이는 LED 배열을 사용하여 이미지를 형성한다.
유기 발광 다이오드 (OLED)LED 디스플레이와 달리 OLED 디스플레이는 백라이트를 사용하지 않는다.
전자종이 (e-잉크)e-잉크 디스플레이는 캡슐화된 안료를 사용하여 인쇄된 종이와 유사한 이미지를 형성하며, 일반적으로 e북 리더에 사용된다.

### 컬러 출력

#### 단색 디스플레이
단색 디스플레이는 1960년대부터 1980년대까지 컬러 모니터가 인기를 얻기 전에 컴퓨팅 초기에 일반적이었던 CRT 유형이다.
이들은 컴퓨터화된 금전 등록기 시스템과 같은 응용 분야에서 여전히 널리 사용된다. 녹색 화면은 녹색 "P1" 인광 스크린을 사용하는 흑백 모니터의 일반적인 이름이었다.

#### 컬러 디스플레이
때로는 RGB 모니터라고 불리는 컬러 모니터는 단일 신호를 받는 흑백 디스플레이와 달리 세 가지 개별 신호(빨강, 초록, 파랑)를 받는다. 컬러 모니터는 활성화될 때 빨강, 초록, 파랑으로 나타나는 세 가지 다른 인광 물질을 사용하여 RGB 컬러 모델을 구현한다. 인광 물질을 서로 직접 옆에 배치하고 다른 강도로 활성화함으로써 컬러 모니터는 무제한의 색상을 생성할 수 있다. 그러나 실제로는 모든 모니터가 표시할 수 있는 실제 색상 수는 비디오 어댑터에 의해 제어된다.

## 청각적 출력

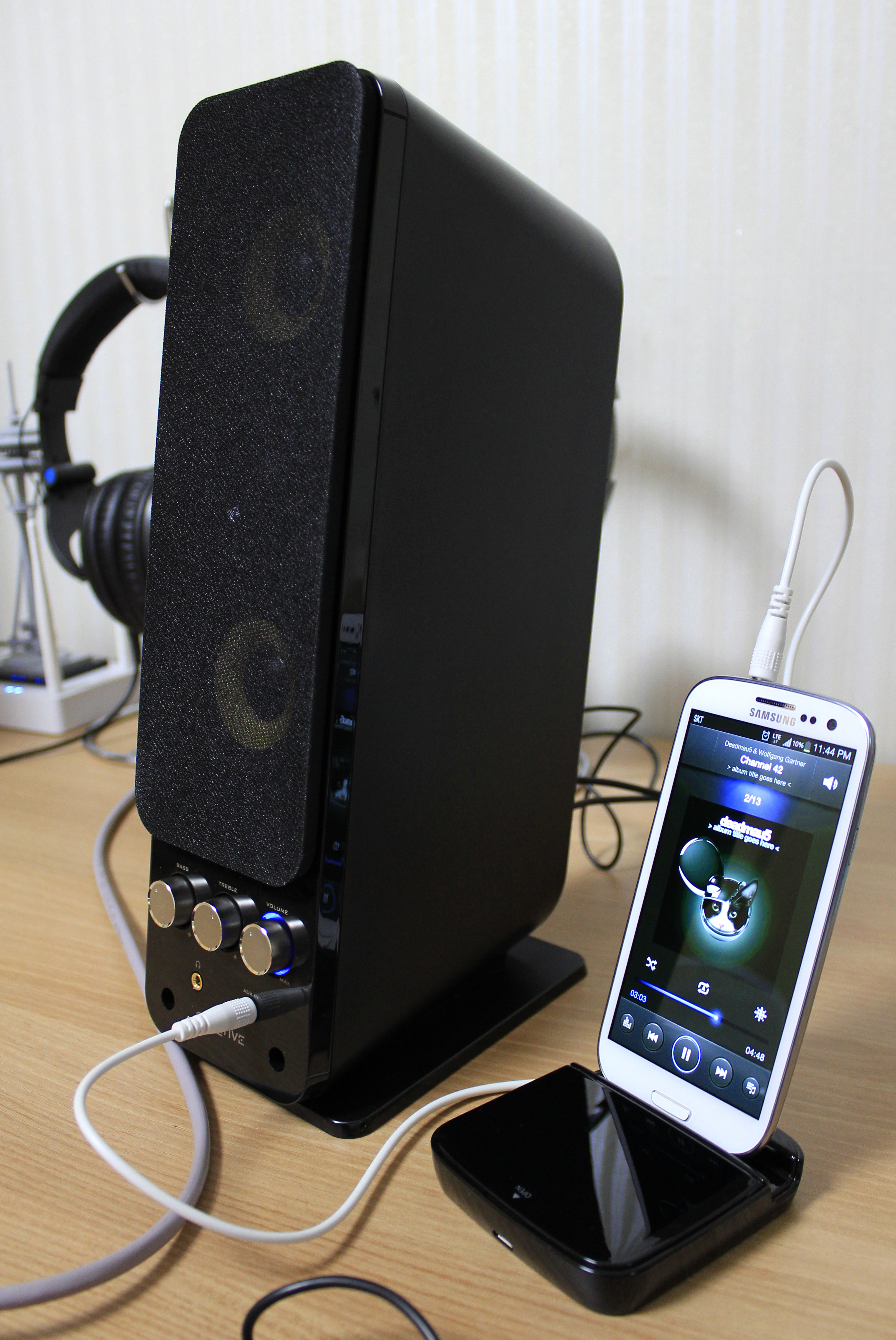
스마트폰에 연결된 스피커

스피커는 드라이버라고 불리는 진동 트랜스듀서를 통해 소리를 내는 출력 장치이다. 이에 상응하는 입력 장치는 마이크이다.
스피커는 아날로그 오디오용 폰 커넥터 또는 디지털 오디오용 SPDIF와 같은 다양한 인터페이스를 통해 컴퓨터의 사운드 카드에 연결된다. 스피커는 케이블을 통해 연결될 수 있지만, 무선 스피커는 블루투스와 같은 라디오 기술을 통해 호스트 장치에 연결된다.
스피커는 종종 쌍으로 사용되며, 이를 통해 스피커 시스템은 공간 오디오를 생성할 수 있다. 두 쌍 이상이 사용될 때, 이를 서라운드 사운드라고 한다.
일부 컴퓨터 모델에는 내장 스피커가 포함되어 있는데, 이는 크기를 선호하여 오디오 품질을 희생할 수 있다. 예를 들어, 스마트폰의 내장 스피커는 사용자가 외부 스피커를 연결하지 않고도 미디어를 들을 수 있게 한다.

### 인터페이스

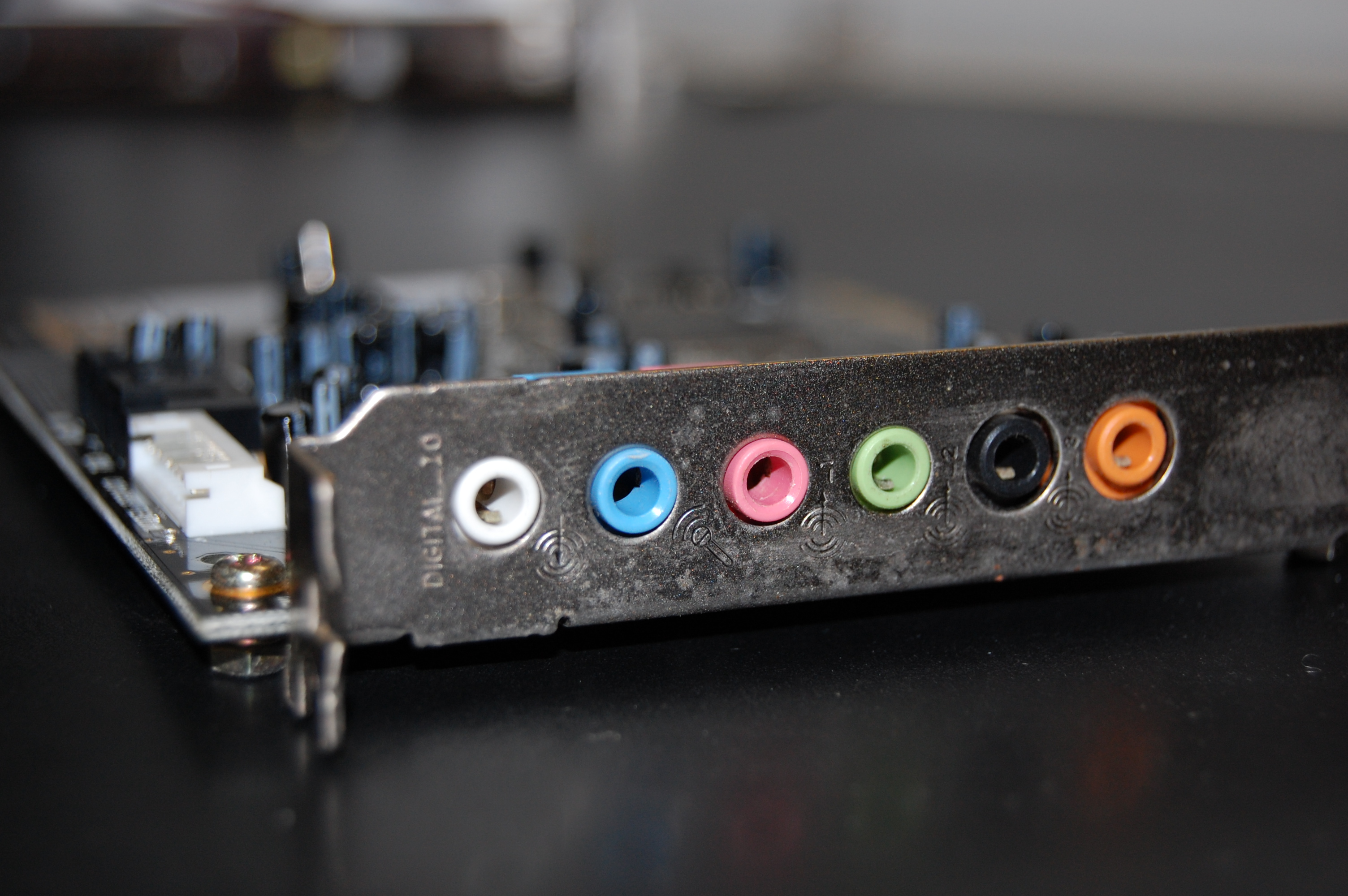
PCI 사운드 카드의 후면으로 3.5mm 아날로그 출력 포트가 보임

청각 출력 장치와 컴퓨터 사이의 인터페이스는 사운드 카드이다. 사운드 카드는 컴퓨터의 마더보드에 포함되거나, 확장 카드로 설치되거나, 데스크톱 장치로 설치될 수 있다.
사운드 카드는 아날로그 또는 디지털 출력을 제공할 수 있다. 후자의 경우, 출력은 종종 SPDIF를 사용하여 전기 신호 또는 광 인터페이스인 TOSLINK로 전송된다. 디지털 출력은 AV 리시버에 의해 디코딩된다.
무선 오디오의 경우, 컴퓨터는 단순히 라디오 신호를 전송하고 디코딩 및 출력 책임은 스피커로 전환된다.

### 폼 팩터

#### 컴퓨터 스피커

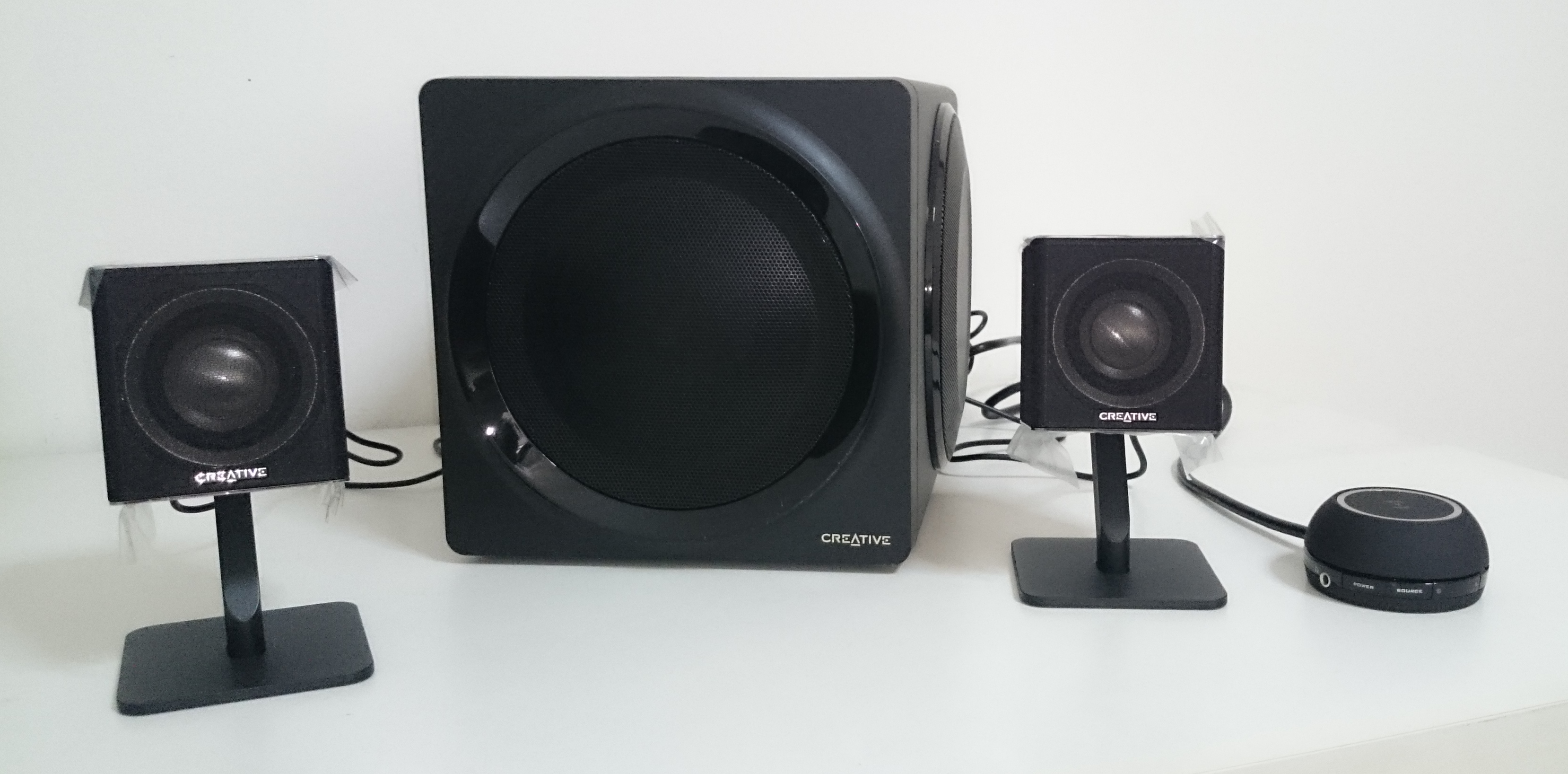
데스크톱 환경에서 사용되는 한 쌍의 컴퓨터 스피커와 서브우퍼

스피커는 어떤 목적으로든 사용될 수 있지만, 컴퓨터 사용을 위해 제작된 컴퓨터 스피커도 있다. 이 스피커는 책상에 놓이도록 설계되었으므로 일반 스피커만큼 클 수 없다.
컴퓨터 스피커는 USB를 통해 전원을 공급받을 수 있으며, 대부분 3.5mm 폰 커넥터를 통해 연결된다.

#### PC 스피커
PC 스피커는 IBM PC 호환 컴퓨터에 내장된 간단한 스피커이다. 사운드 카드와 함께 사용되는 스피커와 달리, PC 스피커는 구형파를 생성하여 삐 소리와 같은 소리를 내는 데만 사용된다.
현대 컴퓨터는 압전 부저 또는 작은 스피커를 PC 스피커로 사용한다.
PC 스피커는 시동 자체 시험 중 오류를 식별하는 데 사용되며, 비디오 출력 장치가 존재하고 작동할 필요 없이 컴퓨터 부팅 과정에서 오류를 식별한다.

#### 스튜디오 모니터

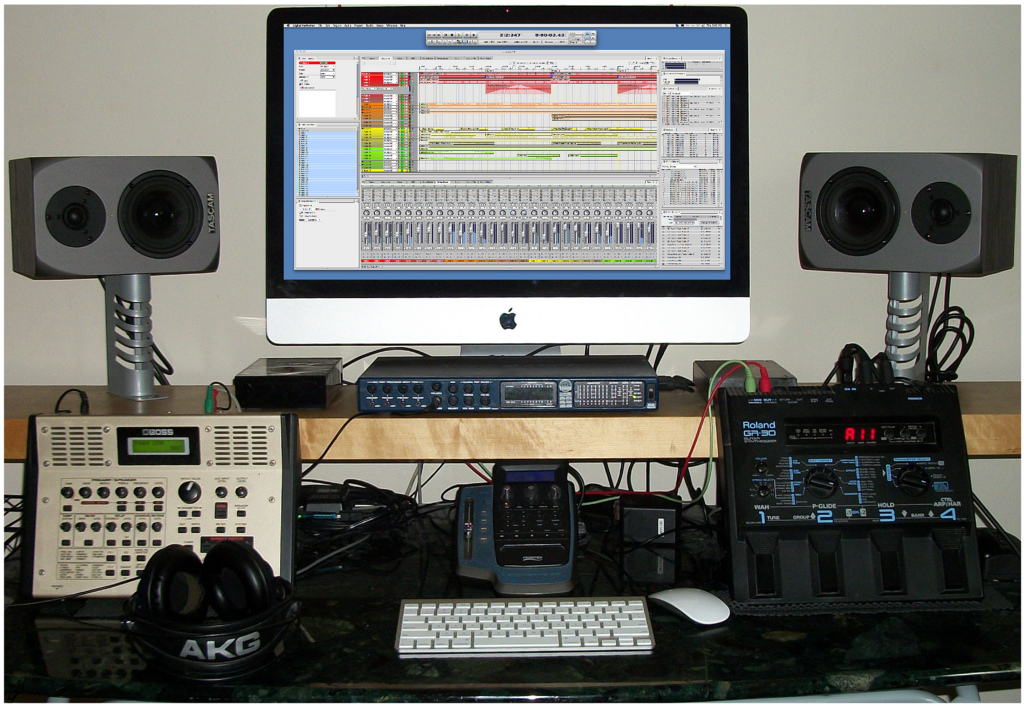
두 개의 모니터 스피커가 있는 녹음 설정

스튜디오 모니터는 스튜디오 환경에서 사용되는 스피커이다. 이 스피커는 정확도를 최적화한다. 모니터는 특정 주파수를 강조하거나 약화시키지 않는 평탄한(선형) 주파수 응답을 생성한다.

#### 헤드폰
헤드폰, 이어폰, 이어피스는 사용자의 머리나 귀에 지지되는 일종의 스피커이다.
스피커와 달리 헤드폰은 주변 사람들에게 들리지 않도록 되어 있어 공공 장소, 사무실 또는 기타 조용한 환경에서 사용하기에 적합하다.
노이즈 캔슬링 헤드폰은 주변 소음 감소 기능을 갖추고 있으며 액티브 노이즈 캔슬링을 사용할 수 있다.

### 기술
스피커 인클로저 내부에 여러 드라이버, 액티브 앰프, 크로스오버 및 기타 전자 장치와 같은 여러 구성 요소로 구성된다. 여러 드라이버는 인간 가청 범위의 전체 주파수를 재생하는 데 사용되며, 트위터는 고음을, 우퍼는 저음을 생성한다. 풀 레인지 스피커는 하나의 드라이버만 사용하여 가능한 한 많은 주파수 응답을 생성한다.
Hi-Fi 스피커는 고품질 사운드를 생성하려고 시도하지만, 컴퓨터 스피커는 제한된 크기와 저렴한 가격 때문에 이러한 측면에서 타협할 수 있으며, 그 결과 후자는 종종 풀 레인지 스피커를 사용한다.

## 촉각 출력

### 점자 디스플레이
재생 가능 점자 디스플레이는 표면에 있는 구멍에서 튀어나온 핀을 사용하여 점자 문자를 출력한다. 일반적으로 시각 장애인이 스크린 리더의 대안으로 사용한다.

### 햅틱 기술
햅틱 기술은 진동 및 기타 움직임을 사용하여 촉각을 유도하는 것을 포함한다. 햅틱 기술은 사용자가 비디오 게임을 플레이하는 동안 촉각 피드백을 제공하기 위해 1990년대 후반에 게임 컨트롤러에 사용하기 위해 도입되었다. 햅틱 피드백은 자동차 분야, 항공기 시뮬레이션 시스템 및 뇌-컴퓨터 인터페이스에서 추가적으로 사용되었다.
모바일 장치에서 Apple은 3D 터치 및 Force Touch로 마케팅되는 다양한 장치에 햅틱 기술을 추가했다. 이러한 형태로, 여러 장치는 터치스크린에 가해지는 힘의 양을 감지할 수 있었고, MacBook은 터치패드에 가해지는 두 가지 수준의 힘을 감지하여 햅틱 감각을 생성할 수 있었다.

## 인쇄 장치

### 프린터
프린터는 일반적으로 종이와 같은 물리적 항목에 데이터를 출력하는 장치이다. 프린터는 호스트로부터 받은 이미지 형태로 잉크를 이 매체에 전송하여 작동한다.
초기 프린터는 텍스트만 인쇄할 수 있었지만, 이후 개발을 통해 그래픽 인쇄가 가능해졌다. 현대 프린터는 벡터 그래픽스, 영상, 페이지 기술 언어로 작성된 프로그램 또는 문자열과 같은 여러 형태로 데이터를 수신할 수 있다.
여러 유형의 프린터가 존재한다.
잉크젯 프린터잉크젯 프린터는 인쇄 헤드의 일련의 노즐을 통해 인쇄 매체에 작은 잉크 방울을 분사한다.
레이저 프린터레이저 프린터는 레이저를 사용하여 토너 드럼을 충전하여 토너가 매체에 달라붙을 지점을 표시한다.
열전사 프린터열에 민감한 종이 롤을 가열하여 잉크를 드러내는 프린터이다. 주로 소매점에서 영수증을 인쇄하는 데 사용된다.
도트 매트릭스 프린터충격을 사용하여 리본에서 매체로 잉크를 전송하는 프린터이다.

### 플로터
플로터는 벡터 그래픽스를 인쇄하는 데 사용되는 프린터 유형이다. 인쇄 매체에 픽셀을 그리는 대신 플로터는 선을 그리며, 이는 연필이나 펜과 같은 필기구로 할 수 있다.

### 전신타자기
전신타자기 또는 텔레타이프라이터(TTY)는 메시지를 송수신하는 데 사용되는 프린터 유형이다. 디스플레이가 데이터를 시각적으로 표시하는 데 사용되기 전에 초기 컴퓨터는 시스템 콘솔에 액세스하기 위해 전신타자기만 사용했다. 운영자가 키보드에 명령을 입력하면 전신타자기 가 결과를 종이에 출력했다. 전신타자기는 결국 프린터 대신 디스플레이를 갖춘 컴퓨터 단말기로 대체되었다.

## 헤드리스 작동
컴퓨터는 출력 장치 없이도 작동할 수 있으며, 이는 서버에서 일반적으로 수행되며, 기본 상호 작용은 일반적으로 데이터 네트워크를 통해 이루어진다. 직렬 포트 또는 LAN 케이블을 통한 여러 프로토콜이 작동 상태를 확인하고 원격 위치에서 로컬 디스플레이 장치 없이 저수준 구성에 대한 제어를 얻기 위해 존재한다. 서버가 비디오 출력으로 구성된 경우, 서버가 정상적으로 계속 작동하는 동안 유지 보수 또는 관리 목적으로 임시 디스플레이 장치를 연결할 수 있는 경우가 많다. 때로는 여러 서버가 KVM 스위치 또는 그에 상응하는 것을 통해 단일 디스플레이 장치로 다중화되기도 한다.
원격 시스템을 사용하는 몇 가지 방법은 다음과 같다.
원격 액세스컴퓨터의 콘솔은 텔넷 또는 SSH와 같은 프로토콜을 사용하여 인터넷과 같은 네트워크 연결을 통해 액세스할 수 있다.
원격 데스크톱모니터 없이도 원격 액세스를 통해 그래픽 사용자 인터페이스에 액세스할 수 있다.
KVM 스위치여러 컴퓨터가 단일 디스플레이 장치에 연결되어 컴퓨터 간에 전환할 수 있다.
직렬 포트직렬 콘솔을 연결하여 장치의 콘솔에 액세스할 수 있다.

## 같이 보기
- 입력 장치